# لیگ ستارگان قطر
 لیگ ستارگان قطر (عربی: دوری نجوم قطر)، مسابقات لیگ حرفه‌ای و بالاترین سطح مسابقات لیگ باشگاهی قطر است که در سال ۱۹۶۳ راه‌اندازی شده است. نخستین دوره رسمی این مسابقات در سال ۱۹۷۲ راه‌اندازی شده است.
باشگاه ورزشی السد با ۱۸ قهرمانی پرافتخارترین تیم این سری مسابقات به‌شمار می‌رود.

## قهرمانی‌ها

### باشگاه‌ها
| باشگاه  | قهرمانی | سال‌های قهرمانی |
| ------- | ------- | --- |
| السد    | ۱۸      | ۱۹۷۱–۷۲, ۱۹۷۳–۷۴, ۱۹۷۸–۷۹, ۱۹۷۹–۸۰, ۱۹۸۰–۸۱, ۱۹۸۶–۸۷, ۱۹۸۷–۸۸, ۱۹۸۸–۸۹, ۱۹۹۹–۰۰, ۲۰۰۳–۰۴, ۲۰۰۵–۰۶, ۲۰۰۶–۰۷, ۲۰۱۲–۱۳, ۲۰۱۸–۱۹, ۲۰۲۰–۲۱, ۲۰۲۱–۲۲، ۲۰۲۳–۲۴، ۲۰۲۴–۲۵ |
| الریان  | ۸       | ۱۹۷۵–۷۶, ۱۹۷۷–۷۸, ۱۹۸۱–۸۲, ۱۹۸۳–۸۴, ۱۹۸۵–۸۶, ۱۹۸۹–۹۰, ۱۹۹۴–۹۵, ۲۰۱۵–۱۶                                                                                           |
| العربی  | ۷       | ۱۹۸۲–۸۳, ۱۹۸۴–۸۵, ۱۹۹۰–۹۱, ۱۹۹۲–۹۳, ۱۹۹۳–۹۴, ۱۹۹۵–۹۶, ۱۹۹۶–۹۷ |
| الغرافه | ۷       | ۱۹۹۱–۹۲, ۱۹۹۷–۹۸, ۲۰۰۱–۰۲, ۲۰۰۴–۰۵, ۲۰۰۷–۰۸, ۲۰۰۸–۰۹, ۲۰۰۹–۱۰ |
| الدحیل  | ۸       | ۲۰۱۰–۱۱, ۲۰۱۱–۱۲, ۲۰۱۳–۱۴, ۲۰۱۴–۱۵, ۲۰۱۶–۱۷, ۲۰۱۷–۱۸, ۲۰۱۹–۲۰، ۲۰۲۲–۲۳                                                                                           |
| القطر   | ۳       | ۱۹۷۲–۷۳, ۱۹۷۶–۷۷, ۲۰۰۲–۰۳ |
| الوکره  | ۲       | ۱۹۹۸–۹۹, ۲۰۰۰–۰۱ |

### عناوین کل قهرمانی‌ها توسط شهرها
| شهر    | عناوین | قهرمانی باشگاه‌ها                                          |
| ------ | ------ | --------------------------------------------------------- |
| دوحه   | ۴۰     | السد (۱۷)، القطر (۸)، العربی (۷)، الدحیل (۸)، المعارف (۳) |
| الریان | ۱۵     | الریان (۸)، الغرافه (۷)                                   |
| الوکره | ۲      | الوکره (۲)                                                |